# موسيقى سانت لوسيا
تعد موسيقى سانت لوسيا موطنًا للعديد من التقاليد الشفهية والشعبية النابضة بالحياة وتعتمد على عناصر مستمدة من الموسيقى الأفريقية وخاصة الإيقاعية وأوروبا الغربية، والرقصات مثل الكوادريل والبولكا والفالس. تعتبر البانجو والكواترو من الآلات الموسيقية الشعبية اللوسية الشهيرة خاصةً آلة البانجو ذات الأربعة أوتار التي تسمى بوا بوي، إن الأغاني الاحتفالية التي تسمى جوي تظهر الغنائية والتعقيد الإيقاعي، أهم الرقصات الشعبية الكريولية الأفرولوسية هي الكوادريل وتعد الموسيقى جزءًا لا يتجزأ من الأعياد والاحتفالات الشعبية في سانت لوسيا؛ فضلاً عن التنافس اللطيف بين مجتمعي "لا روز" و"لا مارغريت". يوجد القليل من الموسيقى الكلاسيكية الغربية في سانت لوسيا وصناعة الموسيقى الشائعة في البلاد ما زالت ناشئة وفرص التسجيل قليلة، على الرغم من أن الموسيقى الحية والراديو يظل جزءًا حيويًا من ثقافة سانت لوسيا. من الموسيقى الشعبية المنتشرة على نطاق واسع من الخارج الأنماط الترينيدادية وخاصة مثل الكاليبسو والسوكا.
لطالما كان تعليم الموسيقى في سانت لوسيا جزءًا من التعليم العام في الفئات العمرية للمدارس الابتدائية، في الآونة الأخيرة تم تقديمه للطلاب الأكبر سنًا الذين يشارك الكثير منهم الآن في فرق الأوركسترا الوترية وفرق آلة النفخ وفرق العزف على آلة الطبل النحاسي وغيرها من فرص الإثراء الموسيقي، يوجد أيضًا مدرسة موسيقى مشهورة غير ربحية مدعومة من الحكومة وهي مدرسة سانت لوسيا للموسيقى. ترعى وزارة التربية والتعليم مجموعة متنوعة من المهرجانات والمناسبات الخاصة الأخرى. تعد الجزيرة أيضًا موطنًا لمهرجان سانت لوسيا لموسيقى الجاز المرموق واحتفال الكريول.

## الموسيقى الشعبية
تتمحور فرقة سانت لوسيا الشعبية النموذجية حول الكمان والكواترو والبانجو والجيتار والتشاك تشاك (حرشجة) وتعتبر آلات البانجو والكواترو ذات أهمية خاصة في ثقافة سانت لوسيا وخاصة آلة البانجو الصغيرة ذات الأربعة أوتار أو آلة البانجو سكرود. تشمل رقصات سانت لوسيا المولالا والفاسي والكوميت (مشتق من المنويت)؛ ومع ذلك يُنظر إلى الكوادريل بشكل متزايد على أنه رمز وطني، تعتبر رقصة الكوادريل منمقة وذات طابع رسمي للغاية مستمدة من الكوادريل الأوروبية. جوي هي مسرحية بشكل غير رسمي من الموسيقى الشعبية اللوسيانية ويتم أداؤها في الرقصات ويكس (مناسبة جنازة) والمناسبات الاجتماعية الأخرى؛ يرتجل فناني الأداء الكوميدي وغالبًا ما يعضون أو كلمات الأغاني، تلعب الموسيقى أيضًا دورًا في تقليد المجتمعين المتنافسين في الاحتفال لا روز ولا مارغريت اللذان يشكلان جزءًا أساسيًا من الثقافة اللوسيانية.
مسرحية جوي هي شكل من أشكال الموسيقى الشعبية الريفية اللوسية المرتبطة بحفلات الشاطئ ومناسبة ويكس ورقصات ديبوت وتجمعات اكتمال القمر، يتم أداء مسرحية جوي كحدث اجتماعي غير رسمي يوفر الفرصة للوسيين لإظهار مهاراتهم اللفظية وإيصال تعليقاتهم الكوميدية والاجتماعية والسياسية دون الإساءة إلى الناس وتتضمن المسرحية أغنيتين للرجال والنساء، يمكن أن يكون كلاهما مغنيين، على الرغم من أن معظم العازفين الشعبيين في سانت لوسيا من الذكور ويعتبر أداء المسرحية جيدًا إذا شارك الجمهور بحماس بالتصفيق والاستجابة للقائد والغناء والرقص. من بعض سكان سانت لوسيا يتجنبون حضور المسرحية تمامًا بسبب قصائدها الغنائية البذيئة جنسيًا وأجواءها ومع ذلك فقد دخلت عناصر المسرحية إلى الثقافة اللوسية السائدة، مثل استخدام لانق ديفيفيه أو قول عكس المقصود.
تشمل العناصر الموسيقية لـمسرحية جوي أغاني العاب وأغاني رواية القصص وأغاني الهتافات وأغاني الرقص واللعب. يتم توحيد هذه الأشكال من خلال استخدامهم للغة الكريول واستخدامها لغناء النداء والاستجابة بين قائد وجوقة باستثناء القائمة واستخدام الارتجال وأغاني الهتافات وأغاني سرد القصص هي أنماط صوتية بحتة بدون مرافقة ولا أي رقصة تقليدية؛ عادة ما يكون الاثنان مصحوبين بطبل كا أو أحيانًا بعصي إيقاع تيبوا مما يوفر إيقاعًا للراقصين.
تعتبر أغاني جوي أو أغاني الهتافات أو أغنية كونت في الغالب جزءًا من تقليد ويكس الجنائزية، يستخدم زعيم الهتافات التمثيل الصامت لتمثيل مشاهد من القصة أو في بعض الأحيان مجرد تورية البذيء منها. تتمحور أغاني الألعاب حول قائد يستخدم زخارفه الخاصة في رقصة راقصة ويرتجل بكلمات بارعة بينما يشارك الجمهور في الأداء. تتضمن رقصات الجوي أربع رقصات تقليدية وهما؛ المنفردة وهي عبارة عن رقصة زوجية وديبوت ويونبوت وجوي بوتي كلها رقصات دائرية، البلوتجي هي حركة موسيقية توجد في جميع أنماط جوي الراقصة وتحدث على سبيل المثال كل أربعة ايقاعات في رقصة ديبوت.

### فلازدريل أو كوادريل
الفلازريل أو الكوادريل هي رقصة شعبية لوسيان كريولية مستمدة من الكوادريل الأوروبية، يتم أداؤها بشكل أساسي في الحفلات الخاصة التي ينظمها المضيف في منزل خاص أو قاعة مستأجرة ويدفع المضيف أجر الموسيقيين، تقام كوادريلز على مدار العام باستثناء فترة الصوم الكبير، لقد انخفضت شعبية الكوادريل الحديثة وأصبح يُنظر إليها على أنها رمز للاستعمار في وقت قريب من الاستقلال وتم تجنبه باعتباره من الطراز القديم، في الآونة الأخيرة أصبحت بعض جوانب المجتمع اللوسياني تروج للكوادريل كرمز للثقافة اللوسية. تختلف الكوادريل عن رقصات اللوسية الأخرى من حيث أنه يجب حفظها وتصميمها مع مساحة طفيفة فقط للتفسير الشخصي والارتجال، يعمل المتعلمون كنوع من المتدربين لفناني الأداء الأكثر رسوخًا ويجلب الأداء الناجح الاحترام والمكانة لجميع المشاركين الذين يرقصون الخطوات الصحيحة التي يقال تقليديًا على أنها "تظهر السيطرة على السلوك والأسلوب والمهارات" و"ترمز إلى مجموعة من القيم الخاصة المرتبطة بالطبقة الاجتماعية العليا".
يتم تقديم موسيقى كوادريل من خلال مجموعة تتكون من آلة موسيقية رباعية الأوتار وكواترو (آلة موسيقية) وخشخشة وتشاك تشاك وعظام تسمى زو وكمان وبانجو (سكراود، بوا بويي) ومندولين وجيتار. يتكون الكوادريل من خمس رقصات منفصلة. وقد يستخدم الموسيقيون أيضًا المازوركا أو الشوتيش أو البولكا؛ تحظى لاكونميت التي تسمى أيضًا بالمزوق بشعبية خاصة وهي رقصة الزوجين المغلقة الوحيدة التي نشأت في سانت لوسيا.

### لا روز ولا مارغريت
لا روز و لا مارغريت مجتمعان متنافسان يحييان التراث الأنجلو-فرنسي للجزيرة وتمثل الفصائل القوى الاستعمارية المتحاربة التي تغيرت سانت لوسيا بين يديها أربعة عشر مرة يقام لا روز في 30 أغسطس بينما يقام لا مارجريت في 17 أكتوبر يعود تاريخ المجتمعات إلى أوائل القرن التاسع عشر عندما كانت كل قرية موطنًا لمنظمات متنافسة من الكنيسة الرومانية الكاثوليكية. يعتمد كلا المجتمعين على التقاليد الملكية الإنجليزية ولديهما عدد من المناصب بما في ذلك الملك والملكة والأمير والأميرة والعديد من الألقاب الأدنى مثل رئيس الشرطة والممرضة ويجتمع لا روز ولا مارغريت مرة واحدة أسبوعيًا باستثناء فترة الصوم الكبير. في هذه الاجتماعات التي تقام في يوم السبت في لا روز والأحد في لا مارغريت يغني الأعضاء أو يعزفون على الآلات الموسيقية ويرقصون تتميز اجتماعات لا مارغريت بالعضوية في جوقة جالسة مع القائد، تشانتويل واقفًا، بينما تشتمل اجتماعات لا روز على آلات مثل الدف الصغير والبوق الخشبي والتشك تشاك والغيتار والجواج (المكشطة).
تختلف احتفالات كلا المجموعتين؛ حيث يتميز لا روز بالفصيل "الإنجليزي" الذي يتميز بالضوضاء والحركة والمشاركة والإيقاع والحيوية، بينما يتميز لا مارغريت بالفصيل "الفرنسي" ويتميز باللحن والانضباط وضبط النفس. هناك تقليد نابض بالحياة يتمثل في قيام النساء بغناء الأغاني الفئوية المتعلقة بهذا التنافس. تشمل التقاليد المشتركة بين كلا الفصيلين، ونوعًا من رقصة الفالس، والمسيرات، ورقصة المانبا (أو المينان) ذات الإيقاع المزدوج. كما يؤدي مجتمع لا روز أداء الكوادريل ولاكونميت.

### الأساليب التقليدية الأخرى
بالإضافة إلى موسيقى مسرحية جوي وغيرها من الموسيقى التي يتم أداؤها للترفيه، تعد سانت لوسيا أيضًا موطنًا للأنماط المستخدمة فقط في مناسبات محددة. وتشمل هذه الأنماط أغاني العمل وأغاني الشرب والموسيقى الجنائزية وسرينادة والحفلات التنكرية. التقليدين الأخيرين على وشك الانقراض في سانت لوسيا الحديثة. كانت الحفلة التنكرية عبارة عن احتفال يقام بالقرب من الأعياد مثل يوم الفصح ورأس السنة الجديدة، والذي ضم أوركسترا تتكون من الطنبو تنبال، والتشكك، وفلوت من الخيزران. تقدم هذه الفرقة نفسها أيضًا عروضًا تقليدية لمصارعة الديوك ودوامة الخيل والسوناتات الصوتية، والتي تسمى سوينال في لغة لوسيان الكريول.
الشكل الأكثر انتشارًا لأغنية العمل اللوسيانية هو غناء أو هتافات سياي الذي يصاحب حياكة الخشب. يتم تنفيذ الغناء بواسطة مغني رئيسي واثنين من المطربين المستجيبين، برفقة ثنائي كا وتيبوا. يتم العزف على كلا الأداتين بطريقة غير نمطية. يتم العزف على طبلة كا على الأرض وليس في وضع مستقيم، ويتم ضرب عصي قرع التيبوا على عصا من الخيزران أو الخشب بدلاً من حافة الطبلة.
أغاني الشرب في سانت لوسيا هي أغنية أو هتاف "أبوي"، والتي نادرًا ما يتم أداؤها في السنوات الأخيرة. ومع ذلك، فإن سياقهم التقليدي هو احتفال ويبوت، الذي يقام خلال فترة يوم الميلاد (الكريسماس). يتم أداء أغنية "أبوي" في لعبة يتناوب فيها المغنون، الجالسين على طاولة طويلة، يغنون أغنية جديدة في كل مرة يأتي دورهم. والذين يستمروا طوال الأمسية يفوزوا بجوائز، غالبًا ما تكون زجاجة من مشروب الرم.

### بيليه
قليد بيليه هو شكل من أشكال الأغنية الكريولية والرقص الزوجي، يؤديه زوجان مع قائد وجوقة. يتم إجراؤها في العديد من السياقات، أبرزها في الجنازات. تشمل بيليه: بيليه أنلي، بيليه ماتجي، بيلي أنلاويس وبيلي اتي. وبيليه أنلي هو الشكل الوحيد الذي لا يكون مسؤولاً.

### موسيقى الجنازات
في سانت لوسيا، تقام جنازات أو تشييع ويكس في الليلة الأولى والثامنة بعد وفاة الشخص، على عكس جزر الكاريبي الأخرى التي تقام في اليومين الأول والتاسع. وغالبًا ما تشتمل جنازات ويكس على الموسيقى، مثل غناء الترتيل وقرع الطبول. يتم أداء موسيقى ويكس التقليدية داخل وخارج منزل المتوفى. يغني المعزين داخل المنزل من مجموعة من الأغاني باللغة الإنجليزية وليس الكريولية الفرنسية، لأنها مستمدة من الأغاني المستخدمة باللغة الإنجليزية في كنائس سانت لوسيا. تشمل الأغاني كلاً من الترانيم والسانكي (أغاني الإنجيل) وتكون بشكل عام مستجابة، بقيادة مغني ذكر مع استجابات الجوقة البطيئة والغير متزامنة في انسجام تام. يقوم المعزين خارج المنزل تقليديًا بقرع الطبول ونوع من الأغاني المستجيبة التي يتم إجراؤها باللغة الكريولية وبدون مرافقة، والتي تسمى كونت. غالبًا ما تتعلق هذه الأغاني بوفاة المتوفى، قد تتناول سبب الوفاة أو الكلمات الأخيرة أو الأحداث الأخيرة المحيطة بالوفاة. يرقص المشيعون أيضًا على أنغام ديبوت وبيليه، مصحوبين بـ  زو أو تيبوا و كا.
اشتهرت قرى لا جريس وبياي ولابوري في المنطقة الجنوبية الغربية من سانت لوسيا برقصة غنائية فريدة تسمى بـ الكوتومبا. يتم تأدية الكوتومبا فقط عند وفاة جينيه، وهو شخص ينحدر من الأفارقة الذين جاءوا إلى الجزيرة في منتصف القرن التاسع عشر. تعد رقصة الكوتومبا فريدًا من نوعها بين رقصات سانت لوسيا الشعبية حيث تؤدى من راقص واحد وتستخدم فقط خطين إلى أربعة خطوط من الصف وهو ما يستحضر أجواء غنائية بدلاً من السرد. توفي آخر عازف طبول عرف هذا التقليد في عام 1986.

### كيليه
كيليه هو تقليد ديني أفريقي لوسياني من شعب جينيه في منطقة بابونو. تدعي عائلة واحدة فقط من ريسينا في سانت لوسيا الحديثة، تدعي أن لديها السلطة الدينية لأداء وتمرير طقوس كيليه. يعتمد كيليه على ثلاثة آلهة، وهو مشابه لمهرجان أوجون النيجيري. وتتضمن طقوس كيلي الاتصال بأسلافه لطلب الحماية وخاصة "المحاصيل الجيدة والصحة الجيدة والحظ السعيد". ظلت كيلي تحت الأرض طوال معظم تاريخها، ولم تقبلها كنيسة لوسيان الرومانية الكاثوليكية إلا في أوائل الستينيات.
تصاحب طقوس كيلي قرع طبول التانبو مانمان (طبلة الأم) والتانبو إيتش (طبل الطفل) اللذان يعزفان أربعة إيقاعات مختلفة في لحظات محددة؛ هذه هي إيقاعات آدان وإيري وكودو وكيري. تشمل طقوس كيلي أيضًا الغناء والرقص، بالإضافة إلى الولائم والصلاة وتحطيم القرع في نهاية الحفل، وعرض الأدوات المصنوعة من الحديد والفولاذ للتكريم، و الحجارة الملساء الذي يتلقى أيضًا كبشًا مطهرًا بشكل احتفالي.

## الأغاني الشعبية
يمكن إرجاع موسيقى سانت لوسيا الشعبية إلى أربعينيات القرن العشرين، عندما أصبحت كاليبسو جزءًا من الثقافة الموسيقية للجزيرة. كاليبسو هو نوع غنائي ترينيدادي، يرتبط بالعديد من الأساليب الموجودة في منطقة موسيقى جزر الأنتيل. ووصفت عالمة الموسيقى جوسلين جيلبولت الكاليبسو بأنها الطريقة الأساسية التي يستخدمها سكان سانت لوسيا المعاصرون "للتعبير عن التعليقات الاجتماعية". إلى جانب كاليبسو، استوردت لوسيا أيضًا تقاليد الطبل النحاسي الترينيدادي وتقاليد سوكا.
تم تسجيل بعض الكاليبسونيين اللوسيان في الثمانينيات، معظمها على أقراص 45 والتي لا تزال غير متوفرة إلى حد كبير اليوم. تعد صناعة الموسيقى اللوسيانية صغيرة الحجم جدًا، نظرًا لصغر سوق الجزيرة، وافتقارها إلى استوديوهات التسجيل ومنتجي التسجيلات، وتهريب أشرطة الكاسيت على نطاق واسع، وأيضا عدم توفر التمويل بشكل عام للمشاريع الموسيقية. تعد سانت لوسيا موطنًا للعديد من محطات الراديو بما في ذلك راديو سانت لوسيا واذاعة الكاريبي الدولي، والتي تشغل مجموعة متنوعة من الموسيقى الشعبية. منذ عام 1989، قامت محطات إذاعة سانت لوسيان بتشغيل عددًا متزايدًا من البرامج حول الثقافة اللوسيانية وباللغة الكريولية المحلية.
أنتجت سانت لوسيا الحديثة عددًا قليلًا من الموسيقيين الشائعين في أنماط مختلفة، ولكنها ترتبط ارتباطًا وثيقًا بموسيقى كاليبسو. ومن بين الموسيقيين المشهورين في لوسيان ترو تونز، وراماو بوليون، وبروليفيك، وديستيربينج جوان، وآيمران سيمونز. وتم تعيين ماري سيليفا سيسين ديكارت المعروفة ببساطة باسم "سيسين" قائدة لرتبة الإمبراطورية البريطانية لعملها كمغنية وفي الترويج للثقافة والموسيقى التقليدية في سانت لوسيا. ويشمل الرقص والمسرح الشعبي في سانت لوسيا رقصات الزهور والحفلات التنكرية ومهرجان بابا جاب. وترتبط أنواع مختلفة من الموسيقى بهذه الاحتفالات.

### إحياء الجذور
في عام 1969، قام ثلاثة من سانت لوسيا (إيريك براندفورد، وبريميروز بليدمان، وتشارلز كاديت) بجمع العديد من الأغاني الشعبية لعرضها في معرض إكسبو عام 1969 في غرينادا ثم مرة أخرى في كاريفيستا في غيانا عام 1973. وظهرت مجموعتان شعبيتان رئيسيتان؛ كانوا الهيلينيين (بقيادة كليمنت سبرينغر) "أصوات هيوانورا" لجويس أوغست. قدمت أوغست لاحقًا الموسيقى الشعبية في تعليم الموسيقى في سانت لوسيا. بحلول نهاية الثمانينيات، كانت الموسيقى والجوانب الأخرى للثقافة اللوسيانية جزءًا لا يتجزأ من نظام التعليم اللوسياني.
في الفترة التي سبقت الاستقلال من المملكة المتحدة في عام 1979، شهدت سانت لوسيا صحوة سياسية وثقافية عميقة وإحياء للجذور استند إلى صعود حركة الوعي الأسود في الولايات المتحدة، وتأثير المشاورة المسكونية الكاريبية من أجل التنمية. على الثقافة المحلية وتخفيف القيود التي تفرضها الكنيسة الرومانية الكاثوليكية القوية على العناصر الثقافية الغير نصرانية. منذ عام 1973، مركز البحوث الشعبية هي منظمة غير حكومية تسعى إلى "تعزيز البحث في ثقافة سانت لوسيا" و"استكشاف وتوضيح دور الثقافة في تنمية شعبنا".

### بويون سوكا
مزج بويون سوكا عادةً بين إيقاعات موسيقى بويون القديمة من التسعينيات وموسيقى سوكا في السنوات الأخيرة، أصبح بويون سوكا شائعًا في جزيرة سانت لوسيا. أصدر الفنان سانت لوسيا ريكي تي أغنية في عام 2007 والتي مزجت بين النوعين وأصبحت مشهورة جدًا في جميع أنحاء منطقة البحر الكاريبي الناطقة باللغة الإنجليزية.
يتم إنتاج هذا النمط من البويون في الغالب، ولكن ليس حصريًا، في سانت لوسيا.

## الحكومة وقطاع الصناعة
وقد رأت الحكومة قيمة في تعزيز صناعة الموسيقى، وشكلت مؤسسة التنمية الثقافية وهي الهيئة القانونية المكلفة بمسؤولية الحفاظ على ثقافة وفنون سانت لوسيا وتعزيزها، لتحقيق هذا الهدف. في عام 1979، قدمت شركة Minvielle & Chastane  أول جوائز ام اند سي للفنون الجميلة لفنانين من سانت لوسيا كهدية استقلال للأمة؛ وفي أوائل العقد الأول من القرن الحادي والعشرين، تم تسليم هذا الحدث إلى مؤسسة التنمية الثقافية التي تم تشكيلها حديثًا، ويُدار الآن باسم المهرجان الوطني للفنون. كان مركز البحوث الشعبية جزءًا بارزًا من البحث الثقافي في سانت لوسيا منذ عام 1973، كما نشر مجلة ذا لوسيان كايسو، المخصصة للوسيان كاليبسو، منذ عام 1990. ويتم الاحتفال أيضًا بتقاليد كاليبسو في الجزيرة في كايبوسيوم السنوي (سمبوزيوم)، تقام منذ عام 1987. ولا تزال صناعة الموسيقى في الجزيرة غير معروفة على المستوى الدولي ولها أهمية اقتصادية صغيرة. عملت حكومة سانت لوسيا مع منظمة دول شرق الكاريبي لتعزيز صناعة الموسيقى الإقليمية من خلال قانون الملكية الفكرية ورعاية المهرجانات وغيرها من الأنشطة.
أهم مهرجان في الثقافة اللوسية الحديثة هو يوم الكريول الدولي الذي يقام سنويًا في 28 أكتوبر منذ عام 1983. ويقام يوم الكريول الدولي برعاية منظمة بانزيل كويول، وهي منظمة دولية. ويدير أنشطة لوسيا مركز البحوث الشعبية بالاشتراك مع المؤسسة الوطنية للبحث والتطوير وحركة الكريول في سانت لوسيا. يحمي قانون لوسيا أصحاب الملكية الفكرية، مثل كاتبي الأغاني، من خلال قانون حقوق التأليف والنشر لعام 1995 ؛ وتتولى جمعية هيوانورا الموسيقية إدارة حقوق التأليف والنشر.
يوجد أيضًا مهرجان سانت لوسيا لموسيقى الجاز الذي يعد نقطة جذب رئيسية وجزئا معروفًا من المشهد الموسيقي المحلي. لقد كان حدثًا سنويًا لمدة خمسة عشر عامًا، واستضاف مجموعة متنوعة من نجوم الجاز، بالإضافة إلى المواهب المحلية. كان مهرجان 2005 بمثابة دفعة قوية لصناعة الموسيقى المحلية، حيث حقق 46 مليون دولار. يتم رعاية المهرجان من قبل عدد من الشركات والمجموعات، ولعل أهمها بي إي تي.

## التعليم
الموسيقى جزء من المنهج الدراسي في المدارس العامة في سانت لوسيا. وقد تم تدريسها منذ فترة طويلة في الصفوف الأصغر سنا، ولكن تم إدخاله إلى التعليم الثانوي فقط في عام 1999. ويشيع استخدام التعليم الابتدائي في سانت لوسيا والموسيقى والتعليم الفني الآخر بشكل عرضي لتدريس مواد أخرى أو للمناسبات الخاصة. حوالي 40٪ من مدارس الجزيرة تشارك في تعليم الموسيقى العامة، بينما يقضي البعض الآخر وقتًا أطول في الغناء الجماعي العام أو أداء الجوقة أو فرقة الريكوردر. في عام 2003، تم إنشاء برنامج الآلات الوترية لطلاب المرحلة الابتدائية.
حوالي 70% من المدارس تدرس الموسيقى في المرحلة الإعدادية. العديد من المدارس التي لا تقوم عادةً بتعليم الموسيقى تقوم بتقديم أندية تطوعية أو غيرها من الفرص الغير الرسمية للإثراء الموسيقي. شكلت العديد من مدارس سانت لوسيا مجموعات، غالبًا ما تكون آلة النفخ (30٪ من المدارس)، أو فرقة الطبل النحاسي (20٪) أو مجموعة كومبو (20٪). كما تعاون مجال التعليم العام مع مدرسة سانت لوسيا للموسيقى لتشكيل جوقة الشباب الوطنية، وأوركسترا الوتريات، وفرقة آلة النفخ في المدارس الثانوية. كما ترعى وزارة التربية والتعليم الحكومية عددًا من المهرجانات والفعاليات الموسيقية الخاصة لفائدة جميع الطلاب وإثراء الموهوبين موسيقيًا بينهم.
مدرسة سانت لوسيا للموسيقى هي معهد مستقل للتعليم الموسيقي وله فرعين في الجزيرة، واحد في الشمال والآخر في الجنوب. تأسست عام 1987، ويبلغ عدد طلابها حوالي أربعمائة طالب. الهدف المعلن للمدرسة هو توفير تعليم الموسيقى على جميع المستويات، وتوفير فرص المجتمع للإثراء الموسيقي، وتسهيل التدريب والتطوير المهني للمعلمين، وتأسيس المدرسة كمورد موسيقي. وهناك أيضًا مركز تعليم موسيقي بارز تديره مجموعة صوتية من قرية الصيد؛ يوفر هذا المركز فرصًا لتعليم الموسيقى للأطفال الموهوبين والمحرومين من جميع أنحاء الجزيرة.